# Ноа Ндомбасі
Ноа Ндомбасі Нланду (фр. Noha Ndombasi Nlandu; нар. 28 квітня 2001, Бонді, Франція) — французький футболіст, нападник криворізького «Кривбасу».

## Клубна кар'єра

### Ранні роки у Франції та вояж до Іспанії (2011—2022)

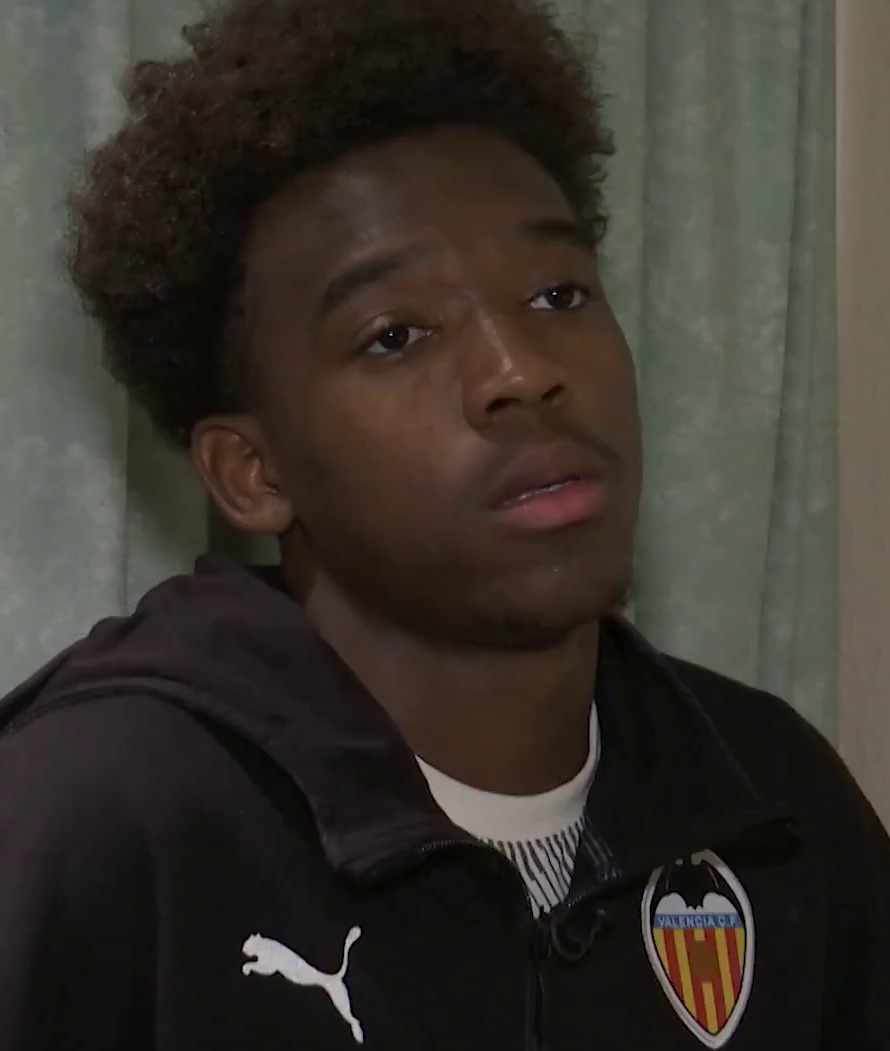
Ноа Ндомбасі у футболці «Валенсії» (2019)

Футболом розпочав займатися 20ку році в клубі «Монфермей» з однойменного містечка в Іль-де-Франс. У 15-річному віці переїхав до «Бордо», в якому виступав протягом трьох років. Після цього виїхав до Іспанії, де приєднався до «Валенсії».
У футболці «Валенсії» виступав у Юнацькій лізі УЄФА 2019/20. Зіграє всі 6 матчів групового етапу, але не зміг допомогти команді уникнути останнього місця в групі. Після цього грав за резервну команду, який виступає в Терсера Дивізіон КІФФ (5-й дивізіон), де він провів 20 матчів та відзначився 4-ма голами. Зазаначалося, що Ноа «скористався жахливими травмами Альберто Марі та Уго Гонсалеса... щоб отримати впевненість і хвилини» під час гри за клуб.

### Перший професійний досвід у «Санкт-Галлені» (2021—2022)
Після шести років тренувань Ноа Ндомбасі закінчив їх у 2022 році, але не встиг підписати свій перший професійний контракт і згодом опинився без клубу. У вересні 2022 року виїхав з Іспанії до Швейцарії, підписав свій перший професійний контракт, на 2 роки з представником Суперліги «Санкт-Галленом».
Перший сезон на професійному рівні виявився неоднозначним, у стартовому складі в Суперлізі не грав. Виходив на поле 11 разів і загалом відіграв 176 хвилин. Після неоднозначного першого сезону Ндомбасі, який все ще мав чинний контракт із «Санкт-Галленом», брав участь у передсезонні підготовці зі швейцарським клубом, але не виходив на поле під час перших чотирьох матчів Суперліги.

### Повернення до Франції, «Конкарно» (2023—2024)
Незважаючи на те, що Ноа не відіграв жодної хвилини в Суперлізі, «Конкарно» проявив інтерес до 22-річного центрального форварда, а Ндомбасі хотів висловив бажання приєднатися до Тоньєрс, які грали в Лізі 2. Бретонський клуб і «Санкт-Галленом» досягають угоди, і Ндомбасі переходить до «Конкарно» та підписує контракт на один сезон з Тоньєрс.
Нова 9-ка «Тоньєрс» дебютувала за клуб в поєдинку проти «Парижа», в якому вийшов на поле на 59-й хвилині замість Амбруаза Гбохо та ледь не відзначився своїм першим голом. У наступному матчі проти «Ансі» Ноа вперше вийшов у стартовому складі. Своїм першим голом за «Тоньєрс» у Лізі 2 і на професіональному рівні відзначився в поєдинку проти «Ам’єна», завдяки чому дозволив своїй команді відкрити рахунок. У другій половині сезону, незважаючи на забитий м'яч на 97-й хвилині в поєдинку проти «Дюнкерка», Ндомбасі втратив своє місце в стартовому складі. Після одужання Бевіка Мусіті-Око від травми, завершив сезон поза основною обоймою гравців. Загалом за «Конкарно» зіграв 26 матчів, в яких відзначився забив 2-ма голами та віддав 1 результативну передачу.

### «Кривбас»
28 вересня 2024 року підписав контракт з «Кривбасом».

## Кар'єра в збірній
Під час виступів за юнацькі команди «Бордо», Ндомбасі декілька разів викликався на товариські матчі юнацької збірної Франції (U-16). У лютому-травні 2017 року провів 6 матчів, у тому числі два — в старті.
У жовтні 2017 року отримав виклик до юнацької збірної Франції (U-17), у футболці якої зіграв у поєдинку кваліфікації юнацького чемпіонату Європи (U-17) 2018 проти Білорусі.
Востаннє футболку юнацької збірної Франції (U-18) одягав у вересні 2018 року у товариському матчу проти Росії, де Ндомбасі вийшов у стартовому складі та відіграв 62 хвилини.

## Стиль гри
Ноа здебільшого виступає на позиції нападника. Його порівнюють із гравцем національної збірної Франції Франком Рібері.